# 愛的戰士
《愛的戰士》（愛のWarrior），是2011年11月23日GloryHeaven的搖滾團體GRANRODEO發售的第十五張單曲。